# Nicolea incerta
Nicolea incerta är en ringmaskart som beskrevs av Maurice Caullery 1944. Nicolea incerta ingår i släktet Nicolea och familjen Terebellidae. Inga underarter finns listade i Catalogue of Life.